# 다카라즈카 가극단 23기생
다카라즈카 가극단 23기생은 1933년에 다카라즈카 가극단에 입단하여, 일부 단원은 1934년 하나구미 또는 츠키구미 공연 「토란돗토히메」로 초무대를 밟은 76명을 가리킨다. 당시에는 다카라즈카 소녀가극단이었다.

## 일람
입단 당시 성적순으로 정리되어있다.
| 예명              | 생일      | 출신지                     | 출신 학교                       | 예명의 유래                        | 애칭           | 역할 | 퇴단년도 | 비고                                                             |
| ----------------- | --------- | -------------------------- | ------------------------------- | ---------------------------------- | -------------- | ---- | -------- | ---------------------------------------------------------------- |
| 嵯野久子          | 6월 13일  | 효고현 고베시              | 오사카시립고등세이카여학교      |                                    | 오오타니       |      | 1943년   |                                                                  |
| 사노 히사코       | 6월 13일  | 효고현 고베시              | 오사카시립고등세이카여학교      |                                    | 오오타니       |      | 1943년   |                                                                  |
| 美空暁子          | 10월 5일  | 히로시마현 히로시마시      | 요코하마제1고등여학교           | 자신이 고안                        | 난짱           | 남역 | 1941년   | 배우 미나미 요시에 (南美江)                                      |
| 미소라 아키코     | 10월 5일  | 히로시마현 히로시마시      | 요코하마제1고등여학교           | 자신이 고안                        | 난짱           | 남역 | 1941년   | 배우 미나미 요시에 (南美江)                                      |
| 星歌女            | 2월 12일  | 에히메현                   |                                 |                                    |                |      | 1938년   |                                                                  |
| 호시 우타메       | 2월 12일  | 에히메현                   |                                 |                                    |                |      | 1938년   |                                                                  |
| 月草衣子          | 7월 20일  | 나가사키현 나가사키시      | 고베시야마테진죠소학교          | 지인이 명명                        | 거인차(巨人軍) | 남역 | 1940년   |                                                                  |
| 츠키쿠사 키누코   | 7월 20일  | 나가사키현 나가사키시      | 고베시야마테진죠소학교          | 지인이 명명                        | 거인차(巨人軍) | 남역 | 1940년   |                                                                  |
| 栄一代            | 9월 18일  | 오사카부                   |                                 |                                    |                |      | 1940년   | 남편 요코오 데카오                                               |
| 사카에 카즈요     | 9월 18일  | 오사카부                   |                                 |                                    |                |      | 1940년   | 남편 요코오 데카오                                               |
| 野花千世子        | 1월 3일   | 오사카부                   | 선진고등여학교                  |                                    | 우메, 우메얀   | 남역 | 1948년   | 노바나 치요 (野花千代)로 개명. 선전 관련업                       |
| 노바나 치요코     | 1월 3일   | 오사카부                   | 선진고등여학교                  |                                    | 우메, 우메얀   | 남역 | 1948년   | 노바나 치요 (野花千代)로 개명. 선전 관련업                       |
| 若江つぼみ        | 1월 28일  | 도쿄도                     |                                 |                                    |                |      | 1938년   |                                                                  |
| 와카에 츠보미     | 1월 28일  | 도쿄도                     |                                 |                                    |                |      | 1938년   |                                                                  |
| 八千草露子        | 4월 20일  | 오사카부 토요나카시        | 킨란카이고등여학교              |                                    | 챠츤           | 남역 | 1941년   | 동생 사사부네 요코 (25) 동생 히자쿠라 요코 (30)                  |
| 야치구사 츠유코   | 4월 20일  | 오사카부 토요나카시        | 킨란카이고등여학교              |                                    | 챠츤           | 남역 | 1941년   | 동생 사사부네 요코 (25) 동생 히자쿠라 요코 (30)                  |
| 初霜菊子          | 10월 27일 | 효고현                     | 고베시모리고등여학교            |                                    | 캇츤           | 남역 | 1940년   | 남편 키시이 아키라                                               |
| 하츠시모 키쿠코   | 10월 27일 | 효고현                     | 고베시모리고등여학교            |                                    | 캇츤           | 남역 | 1940년   | 남편 키시이 아키라                                               |
| 三代あずさ        | 8월 31일  | 쿠마모토현 쿠마모토시      | 쿠마모토현립제1고등여학교       | 자신이 고안                        | 키요탄         | 남역 | 1941년   |                                                                  |
| 미요 아즈사       | 8월 31일  | 쿠마모토현 쿠마모토시      | 쿠마모토현립제1고등여학교       | 자신이 고안                        | 키요탄         | 남역 | 1941년   |                                                                  |
| 園みどり          | 10월 11일 | 효고현 고베시              | 오사카부립이치오카고등여학교    | 히키다 이치로가 명명               | 쇼우하치       | 남역 | 1941년   | 옛 예명 소노 미유키 (園御幸・園みゆき) 동생 와카조노 테루요 (24) |
| 소노 미도리       | 10월 11일 | 효고현 고베시              | 오사카부립이치오카고등여학교    | 히키다 이치로가 명명               | 쇼우하치       | 남역 | 1941년   | 옛 예명 소노 미유키 (園御幸・園みゆき) 동생 와카조노 테루요 (24) |
| 潮しぶき          | 9월 1일   | 도쿄도                     | 도쿄부립제6고등여학교           | 자신이 고안                        | 치하루짱       | 남역 | 1939년   | 동생 유우나기 시호코 (23)                                        |
| 우시오 시부키     | 9월 1일   | 도쿄도                     | 도쿄부립제6고등여학교           | 자신이 고안                        | 치하루짱       | 남역 | 1939년   | 동생 유우나기 시호코 (23)                                        |
| 園生千草          | 7월 23일  | 나가노현 나가노시          |                                 |                                    |                | 남역 | 1942년   |                                                                  |
| 소노오 치구사     | 7월 23일  | 나가노현 나가노시          |                                 |                                    |                | 남역 | 1942년   |                                                                  |
| 都路勢喜子        | 10월 12일 | 오사카부                   | 사카이시립고등여학교            |                                    | 코바마         |      | 1939년   |                                                                  |
| 미야코지 세키코   | 10월 12일 | 오사카부                   | 사카이시립고등여학교            |                                    | 코바마         |      | 1939년   |                                                                  |
| 京美鶴            | 9월 9일   | 교토부                     |                                 |                                    |                | 여역 | 1939년   |                                                                  |
| 미야코 미츠루     | 9월 9일   | 교토부                     |                                 |                                    |                | 여역 | 1939년   |                                                                  |
| 御室雪子          | 5월 12일  | 교토부                     |                                 |                                    |                |      | 1938년   |                                                                  |
| 오무로 유키코     | 5월 12일  | 교토부                     |                                 |                                    |                |      | 1938년   |                                                                  |
| 駒鳥久江          | 12월 22일 | 도쿄도 신주쿠구            |                                 |                                    |                |      | 1945년   |                                                                  |
| 코마도리 히사에   | 12월 22일 | 도쿄도 신주쿠구            |                                 |                                    |                |      | 1945년   |                                                                  |
| 菊野ひさし        | 3월 21일  | 효고현                     |                                 |                                    |                |      | 1940년   |                                                                  |
| 키쿠노 히사시     | 3월 21일  | 효고현                     |                                 |                                    |                |      | 1940년   |                                                                  |
| 月宮みつる        | 3월 5일   | 히로시마현                 |                                 |                                    |                |      | 1943년   | 츠키지 미츠루 (月路みつる)로 개명                                |
| 츠키미야 미츠루   | 3월 5일   | 히로시마현                 |                                 |                                    |                |      | 1943년   | 츠키지 미츠루 (月路みつる)로 개명                                |
| 雁音路子          | 8월 15일  | 오사카부 오사카시          | 오사카시쿠죠제5진죠소학교       | 친오빠가 명명                      | 삿상, 사토상   |      | 1939년   |                                                                  |
| 카리가네 미치코   | 8월 15일  | 오사카부 오사카시          | 오사카시쿠죠제5진죠소학교       | 친오빠가 명명                      | 삿상, 사토상   |      | 1939년   |                                                                  |
| 玉松いさを        | 8월 27일  | 효고현 고베시              |                                 |                                    |                | 둘다 | 1939년   |                                                                  |
| 타마마츠 이사오   | 8월 27일  | 효고현 고베시              |                                 |                                    |                | 둘다 | 1939년   |                                                                  |
| 夕凪志保子        | 1월 12일  | 도쿄도                     |                                 |                                    |                |      | 1938년   | 언니 우시오 시부키 (23) 마스미 하루카 (真澄はるか)로 개명        |
| 유우나기 시호코   | 1월 12일  | 도쿄도                     |                                 |                                    |                |      | 1938년   | 언니 우시오 시부키 (23) 마스미 하루카 (真澄はるか)로 개명        |
| 椿千寿子          | 12월 5일  | 효고현 고베시              | 고베시립제1고등여학교           |                                    |                |      | 1939년   |                                                                  |
| 츠바키 치즈코     | 12월 5일  | 효고현 고베시              | 고베시립제1고등여학교           |                                    |                |      | 1939년   |                                                                  |
| 小鳩ゆめじ        | 5월 5일   | 대한민국 서울시            |                                 |                                    | 쿄우짱         |      | 1940년   |                                                                  |
| 코바토 유메지     | 5월 5일   | 대한민국 서울시            |                                 |                                    | 쿄우짱         |      | 1940년   |                                                                  |
| 葛城里子          | 8월 18일  | 도쿄도                     |                                 |                                    |                |      | 1938년   |                                                                  |
| 카츠라기 사토코   | 8월 18일  | 도쿄도                     |                                 |                                    |                |      | 1938년   |                                                                  |
| 春野恵美子        | 8월 31일  |                            |                                 |                                    |                | 남역 | 1938년   |                                                                  |
| 하루노 에미코     | 8월 31일  |                            |                                 |                                    |                | 남역 | 1938년   |                                                                  |
| 水尾みさを        | 2월 3일   | 교토부                     | 도시샤고등여학부                |                                    |                |      | 1937년   | 배우 요코타 미사오 (横田みさを) 남편 작곡가 타케오카 노부유키    |
| 미즈오 미사오     | 2월 3일   | 교토부                     | 도시샤고등여학부                |                                    |                |      | 1937년   | 배우 요코타 미사오 (横田みさを) 남편 작곡가 타케오카 노부유키    |
| 鈴川百代          | 7월 9일   | 오사카부 오사카시          |                                 |                                    | 마츠짱         | 남역 | 1945년   |                                                                  |
| 스즈카와 모모요   | 7월 9일   | 오사카부 오사카시          |                                 |                                    | 마츠짱         | 남역 | 1945년   |                                                                  |
| 朝緑澄子          | 6월 6일   | 도쿄도                     |                                 | 친언니가 고안                      | 오토요         | 남역 | 1938년   |                                                                  |
| 아사미도리 스미코 | 6월 6일   | 도쿄도                     |                                 | 친언니가 고안                      | 오토요         | 남역 | 1938년   |                                                                  |
| 大宮一子          |           |                            |                                 |                                    |                |      | 1935년   |                                                                  |
| 오오미야 이치코   |           |                            |                                 |                                    |                |      | 1935년   |                                                                  |
| 山川あさ子        | 3월 20일  |                            |                                 |                                    |                |      | 1936년   | 1936년 3월, 재단 중 사망                                         |
| 야마카와 아사코   | 3월 20일  |                            |                                 |                                    |                |      | 1936년   | 1936년 3월, 재단 중 사망                                         |
| 鈴野妙子          | 1월 10일  |                            |                                 |                                    |                |      | 1937년   |                                                                  |
| 스즈노 타에코     | 1월 10일  |                            |                                 |                                    |                |      | 1937년   |                                                                  |
| 藤野千絵子        | 3월 18일  | 교토부                     |                                 |                                    | 레이코         | 여역 | 1940년   |                                                                  |
| 후지노 치에코     | 3월 18일  | 교토부                     |                                 |                                    | 레이코         | 여역 | 1940년   |                                                                  |
| 朝川美智代        | 11월 26일 | 오사카부                   |                                 |                                    |                |      | 1938년   |                                                                  |
| 아사카와 미치요   | 11월 26일 | 오사카부                   |                                 |                                    |                |      | 1938년   |                                                                  |
| 高嶺とき子        | 4월 12일  | 오사카부                   |                                 |                                    |                |      | 1941년   | 타카네 토키코 (高嶺登極子)로 개명. 언니 노보루 미치코 (22)       |
| 타카네 토키코     | 4월 12일  | 오사카부                   |                                 |                                    |                |      | 1941년   | 타카네 토키코 (高嶺登極子)로 개명. 언니 노보루 미치코 (22)       |
| 春菜千重子        | 11월 19일 | 오사카부                   |                                 |                                    |                |      | 1938년   |                                                                  |
| 하루나 치에코     | 11월 19일 | 오사카부                   |                                 |                                    |                |      | 1938년   |                                                                  |
| 千鈴美音子        | 4월 14일  | 효고현 토요오카시 시로사키 | 오사카부립옷테마에고등여학교    |                                    | 마아짱, 마아공 | 여역 | 1939년   |                                                                  |
| 치스즈 미네코     | 4월 14일  | 효고현 토요오카시 시로사키 | 오사카부립옷테마에고등여학교    |                                    | 마아짱, 마아공 | 여역 | 1939년   |                                                                  |
| 南朝緒            | 11월 29일 | 시즈오카현                 |                                 |                                    | 야기짱         | 여역 | 1941년   |                                                                  |
| 미나미 아사오     | 11월 29일 | 시즈오카현                 |                                 |                                    | 야기짱         | 여역 | 1941년   |                                                                  |
| 花村由利子        | 12월 30일 | 오사카부 오사카시          |                                 |                                    | 오콘           | 여역 | 1948년   |                                                                  |
| 하나무라 유리코   | 12월 30일 | 오사카부 오사카시          |                                 |                                    | 오콘           | 여역 | 1948년   |                                                                  |
| 梓川冴子          | 9월 15일  | 후쿠이현 츠루가시          |                                 |                                    |                |      | 1939년   |                                                                  |
| 아즈사가와 사에코 | 9월 15일  | 후쿠이현 츠루가시          |                                 |                                    |                |      | 1939년   |                                                                  |
| 響千鈴            | 4월 1일   | 미야기현 센다이시          | 선진고등여학교                  |                                    | 못짱, 오모치   | 여역 | 1940년   |                                                                  |
| 히비키 치스즈     | 4월 1일   | 미야기현 센다이시          | 선진고등여학교                  |                                    | 못짱, 오모치   | 여역 | 1940년   |                                                                  |
| 曙さやか          | 6월 28일  | 아키타현 요코테시          |                                 |                                    |                |      | 1938년   |                                                                  |
| 아케보노 사야카   | 6월 28일  | 아키타현 요코테시          |                                 |                                    |                |      | 1938년   |                                                                  |
| 櫻木彌生          | 2월 22일  | 효고현 고베시              |                                 |                                    | 칭             |      | 1939년   |                                                                  |
| 사쿠라기 야요이   | 2월 22일  | 효고현 고베시              |                                 |                                    | 칭             |      | 1939년   |                                                                  |
| 旭玲子            |           |                            |                                 |                                    |                |      | 1938년   |                                                                  |
| 아사히 레이코     |           |                            |                                 |                                    |                |      | 1938년   |                                                                  |
| 水庭愛子          | 1월 20일  | 효고현 니시노미야시        |                                 |                                    |                |      | 1938년   |                                                                  |
| 미즈니와 아이코   | 1월 20일  | 효고현 니시노미야시        |                                 |                                    |                |      | 1938년   |                                                                  |
| 松葉巴            |           |                            |                                 |                                    |                |      | 1938년   |                                                                  |
| 마츠바 토모에     |           |                            |                                 |                                    |                |      | 1938년   |                                                                  |
| 東雲千鶴子        | 1월 27일  | 오사카부                   |                                 |                                    | 미쿠츠짱       | 여역 | 1940년   |                                                                  |
| 시노노메 치즈코   | 1월 27일  | 오사카부                   |                                 |                                    | 미쿠츠짱       | 여역 | 1940년   |                                                                  |
| 小竹よしゑ        |           |                            |                                 |                                    |                |      | 1936년   | 1936년 3월 10일, 재단 중 사망                                    |
| 코타케 요시에     |           |                            |                                 |                                    |                |      | 1936년   | 1936년 3월 10일, 재단 중 사망                                    |
| 麗明美            | 3월 17일  | 교토부 교토시              | 교토부립제1고등여학교           | 나카야마 신페이가 명명             | 미카짱         | 둘다 | 1944년   |                                                                  |
| 우라라 아케미     | 3월 17일  | 교토부 교토시              | 교토부립제1고등여학교           | 나카야마 신페이가 명명             | 미카짱         | 둘다 | 1944년   |                                                                  |
| 真帆はるみ        | 6월 25일  | 도쿄도                     |                                 |                                    |                |      | 1938년   | 남편 미야구치 세이지 아들 미야구치 토모오                        |
| 마호 하루미       | 6월 25일  | 도쿄도                     |                                 |                                    |                |      | 1938년   | 남편 미야구치 세이지 아들 미야구치 토모오                        |
| 花衣みな子        | 4월 26일  | 효고현 고베시              |                                 |                                    |                |      | 1940년   |                                                                  |
| 하고로모 미나코   | 4월 26일  | 효고현 고베시              |                                 |                                    |                |      | 1940년   |                                                                  |
| 天原まゆみ        | 5월 5일   |                            |                                 |                                    |                |      | 1942년   |                                                                  |
| 아마하라 마유미   | 5월 5일   |                            |                                 |                                    |                |      | 1942년   |                                                                  |
| 若宮晴代          | 10월 20일 | 오사카부                   |                                 |                                    |                |      | 1939년   | 와카미야 아카네 (若宮茜)로 개명                                  |
| 와카미야 하루요   | 10월 20일 | 오사카부                   |                                 |                                    |                |      | 1939년   | 와카미야 아카네 (若宮茜)로 개명                                  |
| 玉浦登志子        |           |                            |                                 |                                    |                |      | 1939년   |                                                                  |
| 타마우라 토시코   |           |                            |                                 |                                    |                |      | 1939년   |                                                                  |
| 夢たづる          | 3월 11일  | 히로시마현 쿠레시          | 고베시립마노진조소학교          |                                    | 모리짱         |      | 1940년   |                                                                  |
| 유메 타즈루       | 3월 11일  | 히로시마현 쿠레시          | 고베시립마노진조소학교          |                                    | 모리짱         |      | 1940년   |                                                                  |
| 水穂豊            | 3월 13일  | 오사카부 오사카시          |                                 |                                    |                |      | 1940년   |                                                                  |
| 미즈호 유타카     | 3월 13일  | 오사카부 오사카시          |                                 |                                    |                |      | 1940년   |                                                                  |
| 花盛江美子        | 11월 26일 | 도쿄도 츄오구              |                                 |                                    |                |      | 1944년   |                                                                  |
| 하나모리 에미코   | 11월 26일 | 도쿄도 츄오구              |                                 |                                    |                |      | 1944년   |                                                                  |
| 千曲さざれ        |           |                            |                                 |                                    |                |      | 1937년   |                                                                  |
| 치쿠마 사자레     |           |                            |                                 |                                    |                |      | 1937년   |                                                                  |
| 八代夕葉          | 7월 7일   | 쿠마모토현 야츠시로시      |                                 |                                    |                |      | 1939년   |                                                                  |
| 야시로 유우바     | 7월 7일   | 쿠마모토현 야츠시로시      |                                 |                                    |                |      | 1939년   |                                                                  |
| 峰山花香          | 1월 1일   | 오사카부                   |                                 |                                    |                |      | 1944년   |                                                                  |
| 미네야마 하루카   | 1월 1일   | 오사카부                   |                                 |                                    |                |      | 1944년   |                                                                  |
| 笹野町子          | 8월 25일  | 효고현 니시노미야시        |                                 |                                    |                | 여역 | 1941년   |                                                                  |
| 사사노 마치코     | 8월 25일  | 효고현 니시노미야시        |                                 |                                    |                | 여역 | 1941년   |                                                                  |
| 浦風三穂子        |           | 효고현 고베시              |                                 |                                    |                |      | 1936년   |                                                                  |
| 우라카제 미호코   |           | 효고현 고베시              |                                 |                                    |                |      | 1936년   |                                                                  |
| 小波志賀子        | 4월 29일  | 도쿄도 신주쿠구            |                                 |                                    |                |      | 1938년   |                                                                  |
| 사자나미 시가코   | 4월 29일  | 도쿄도 신주쿠구            |                                 |                                    |                |      | 1938년   |                                                                  |
| 秋篠友子          | 8월 6일   | 도쿄도                     |                                 |                                    |                |      | 1943년   |                                                                  |
| 아키시노 토모코   | 8월 6일   | 도쿄도                     |                                 |                                    |                |      | 1943년   |                                                                  |
| 大和櫻子          |           |                            |                                 |                                    |                |      | 1935년   | 1935년 10월 22일, 재단 중 사망                                   |
| 야마토 사쿠라코   |           |                            |                                 |                                    |                |      | 1935년   | 1935년 10월 22일, 재단 중 사망                                   |
| 百合小夜子        | 8월 16일  | 오사카부 오사카시          | 오사카시사기스제4진조고등소학교 | 다카라즈카음악학교에서 이름 지어줌 |                |      | 1942년   | 딸 아리스 미키 (63) 동생 우라시마 우타메 (27)                    |
| 유리 사요코       | 8월 16일  | 오사카부 오사카시          | 오사카시사기스제4진조고등소학교 | 다카라즈카음악학교에서 이름 지어줌 |                |      | 1942년   | 딸 아리스 미키 (63) 동생 우라시마 우타메 (27)                    |
| 早霧静子          | 6월 21일  | 효고현 고베시              |                                 |                                    |                |      | 1938년   |                                                                  |
| 하기리 시즈코     | 6월 21일  | 효고현 고베시              |                                 |                                    |                |      | 1938년   |                                                                  |
| 山里秋子          | 3월 12일  | 오사카부                   |                                 |                                    |                |      | 1940년   |                                                                  |
| 야마자토 아키코   | 3월 12일  | 오사카부                   |                                 |                                    |                |      | 1940년   |                                                                  |
| 春すみれ          | 3월 9일   | 카나가와현 요코하마시      |                                 |                                    | 에미코         | 여역 | 1941년   |                                                                  |
| 하루 스미레       | 3월 9일   | 카나가와현 요코하마시      |                                 |                                    | 에미코         | 여역 | 1941년   |                                                                  |
| 豊浦しづく        | 9월 9일   | 오사카부                   | 윌미나여학교 고등여학부         |                                    |                |      | 1944년   |                                                                  |
| 토요우라 시즈쿠   | 9월 9일   | 오사카부                   | 윌미나여학교 고등여학부         |                                    |                |      | 1944년   |                                                                  |
| 忍明子            | 5월 6일   | 오사카부                   |                                 |                                    |                |      | 1938년   |                                                                  |
| 시노부 아키코     | 5월 6일   | 오사카부                   |                                 |                                    |                |      | 1938년   |                                                                  |
| 清瀧ゆき子        |           |                            |                                 |                                    |                |      | 1937년   |                                                                  |
| 키요타키 유키코   |           |                            |                                 |                                    |                |      | 1937년   |                                                                  |
| 五十鈴千代        | 11월 29일 |                            |                                 |                                    |                | 여역 | 1938년   |                                                                  |
| 이스즈 치요       | 11월 29일 |                            |                                 |                                    |                | 여역 | 1938년   |                                                                  |
| 玉藻刈子          | 12월 22일 | 미야기현 센다이시          |                                 |                                    | 바스짱         |      | 1938년   |                                                                  |
| 타마모 카리코     | 12월 22일 | 미야기현 센다이시          |                                 |                                    | 바스짱         |      | 1938년   |                                                                  |
| 牧川文美子        | 1월 9일   | 도쿄도 미나토구            |                                 |                                    | 카타팡         |      | 1938년   |                                                                  |
| 마키카와 후미코   | 1월 9일   | 도쿄도 미나토구            |                                 |                                    | 카타팡         |      | 1938년   |                                                                  |
| 伽羅津たか子      | 5월 23일  | 오사카부 오사카시          |                                 |                                    |                |      | 1940년   |                                                                  |
| 카라츠 타카코     | 5월 23일  | 오사카부 오사카시          |                                 |                                    |                |      | 1940년   |                                                                  |